# 纥干广
纥干广（519年—598年），复姓纥干氏，字孟孙，高陆郡（今陕西省西安市高陵区）人，东魏、北齐、北周、隋朝官员。

## 生平
东魏兴和三年（541年），纥干广接受对门第的考察。武定六年（548年），大将军高澄补用纥干广为都将。武定八年（550年），纥干广加威烈将军。天保元年（550年），纥干广加襄威将军。皇建年间，纥干广加镇远将军、勋武前锋散都督，很快转任前锋第二副都督。武平元年（570年），纥干广跟随左丞相、咸阳王斛律光击败了入侵的周军，因功加翊军将军、勋武前锋第二正都督，封征羌县开国男，很快出任直荡副都督，品轶封爵如故。武平五年（574年），纥干广率军进攻南陈，一度夺回了淮河以南的土地，齐后主诏令加纥干广直荡正都督，封城阳县开国子，纥干广很快又出任东豫州罗城镇城都督。北周灭亡北齐后，纥干广加大都督。开皇十八年（598年），纥干广因为疾病在住宅中突然去世，虚岁八十，仁寿元年岁次辛酉二月乙卯朔十八日壬申（601年3月27日）葬于孙村西北三里。

## 家庭

### 曾祖
- 纥干乌泥，兴安三年都大官，赠征东大将军、渤海康王[2]

### 祖父
- 纥干吐拔，东商曹尚书、李闰镇大将、宜平男[2]

### 父亲
- 纥干太平，右中郎将、御仗左右、清廉侯[2]